# S-Spant

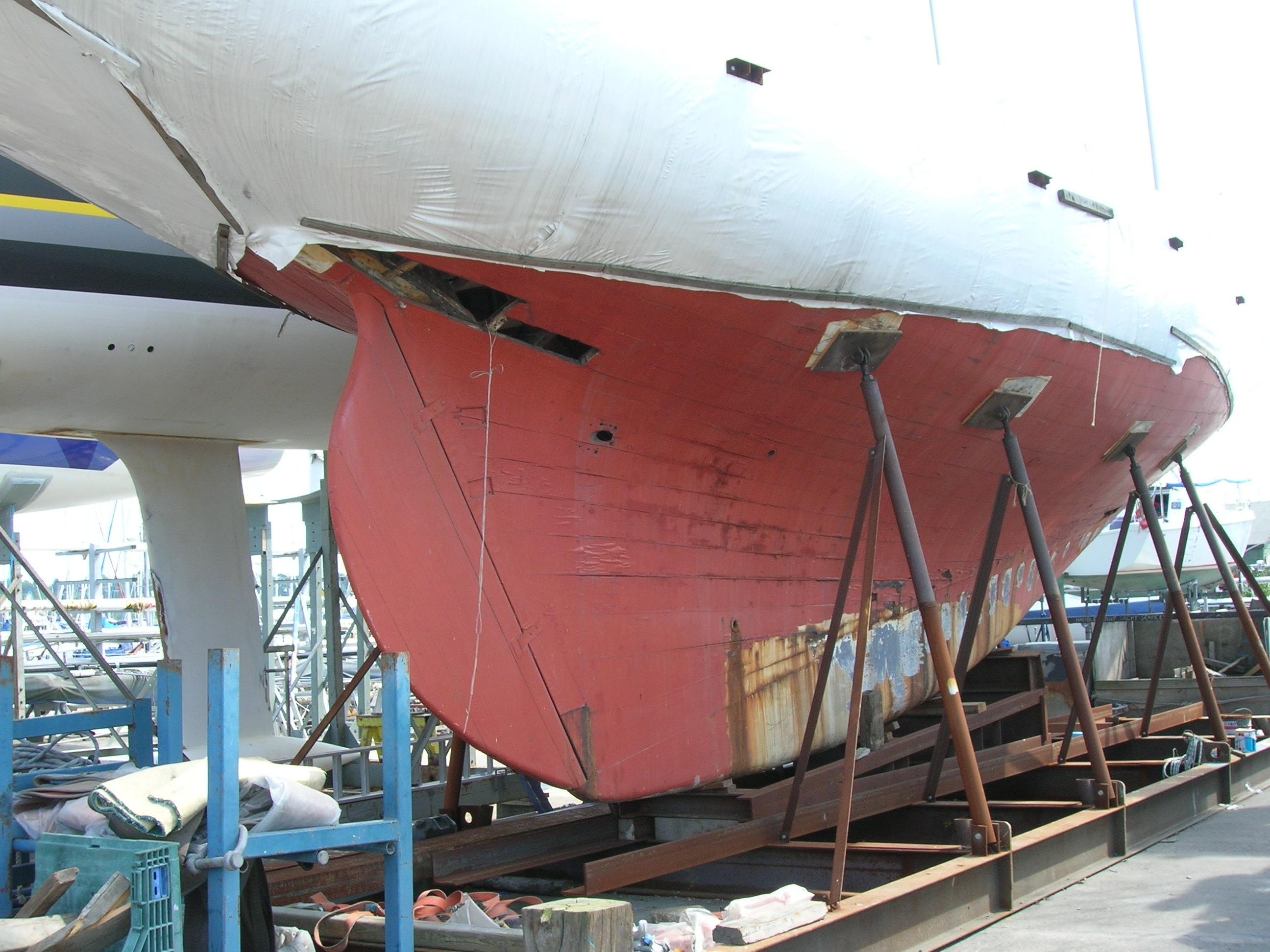
Das Unterwasserschiff einer älteren Segelyacht (Langkieler) zeigt die typische S-Spantenform

S-Spant bezeichnet eine für klassische Segelyachten typische Schiffsrumpfform, die im Querschnitt s-förmig begrenzte Rumpfhälften aufweist.
Unter der bauchigen Auswärtswölbung wölbt sich der Rumpf des Unterwasserschiffs kielwärts mit gegensinniger Krümmung ein. Etwaige Querspanten verlaufen also in S-Form. Yachten mit S-Spant sind immer Langkieler oder gemäßigte Langkieler, Kurzkieler haben andere Spantformen.

## Boote mit S-Spant
Folkeboot, Schärenkreuzer etc.